# 西华努斯·盖尔
西华努斯·盖尔（1993年11月27日—），印尼男子羽毛球運動員。

## 簡歷
2013年11月，西华努斯·盖尔出戰馬來西亞國際挑戰賽，與阿尔弗兰·埃科·普拉塞特亚合作贏得男子雙打冠軍。

## 主要比賽成績
只列出曾進入準決賽的國際賽事成績：
| 年份   | 賽事                     | 公開賽級別 | 項目     | 拍檔                     | 成績 |
| ------ | ------------------------ | ---------- | -------- | ------------------------ | ---- |
| 2011年 | 亞洲青年羽毛球錦標賽     | 其他       | 混合團體 | －                       | 季軍 |
| 2011年 | 亞洲青年羽毛球錦標賽     | 其他       | 男子雙打 | 罗纳德·亚历山大          | 季軍 |
| 2011年 | 世界青年羽毛球錦標賽     | 其他       | 男子雙打 | 罗纳德·亚历山大          | 季軍 |
| 2013年 | 伊朗羽毛球國際挑戰賽     | 國際挑戰賽 | 男子雙打 | 罗纳德·亚历山大          | 亞軍 |
| 2013年 | 印尼羽毛球黃金大獎賽     | 黃金大獎賽 | 男子雙打 | 罗纳德·亚历山大          | 亞軍 |
| 2013年 | 馬來西亞羽毛球國際挑戰賽 | 國際挑戰賽 | 男子雙打 | 阿尔弗兰·埃科·普拉塞特亚 | 冠軍 |
| 2014年 | 越南羽毛球國際挑戰賽     | 國際挑戰賽 | 男子雙打 | 凯文·桑加亚·苏卡穆约     | 冠軍 |
| 2014年 | 紐西蘭羽毛球大獎賽       | 大獎賽     | 男子雙打 | 凯文·桑加亚·苏卡穆约     | 冠軍 |
| 2014年 | 印尼羽毛球大師賽         | 黃金大獎賽 | 男子雙打 | 凯文·桑加亚·苏卡穆约     | 亞軍 |
| 2014年 | 保加利亞羽毛球國際賽     | 國際挑戰賽 | 男子雙打 | 凯文·桑加亚·苏卡穆约     | 冠軍 |

| 2007-2017年 | 首要超級賽 | 超級賽 | 黃金大獎賽 | 大獎賽 | 國際挑戰賽 | 國際系列賽 | 未來系列賽 | 其他 |

| 2018-2026年 | 總決賽 | 超級1000賽 | 超級750賽 | 超級500賽 | 超級300賽 | 超級100賽 | 國際挑戰賽 | 國際系列賽 | 未來系列賽 | 其他 |